# Atelecrinoidea
Atelecrinoidea zijn een superfamilie uit de orde van de haarsterren (Comatulida).

## Familie
- Atelecrinidae Bather, 1899